# Éric Delphin Kwégoué
Éric Delphin Kwégoué est un auteur, comédien, metteur en scène et dramaturge, né en 1977 à Bana, dans le département du Haut-Kam, Région de l'Ouest Cameroun.

## Biographie

### Enfance, éducation et débuts
Éric Delphin Kwégoué est né en 1977 à Bana dans le département du Haut-Kam, Région de l'Ouest Cameroun.

### Carrière
En 2022, Éric Delphin Kwégoué commence sa carrière théâtrale après avoir passé deux années de formation en art dramatique à la maison des jeunes et des cultures de Douala (MJC). Il se forme à la mise en scène auprès d’André Bang, maître Mwambayi, Catherine Boskovitch et Carlo Boso. Il a joué en une décennie de pratique dans des pièces parmi lesquelles La mort d’Alexandre Suttu de Dumitru Crudu, mise en scène par Benoit Vitse, Rêve de fou adapté d’une conférence de Sony Labou Tansi, mise en scène par Guillaume Ekoumé et joué au festival international de Sibiu en Roumanie et dans quelles villes en Afrique. Il a également joué au festival d’Avignon 2013,.

## Distinctions
- Lauréat 2017 du prix lycéen de littérature dramatique francophone Inédits d’Afrique et Outremer pour sa pièce Ingonshua;
- Lauréat du festival Jeunes Textes en Libertés 2018,
- Lauréat du prix Esther de littératures théâtrales, 2020 pour son œuvre Taxiwoman;
- Nommé parmi les 10 textes finalistes du prix de la librairie théâtrales 2021 ;
- Premier prix Jacques Scherer.
- 2023 : Prix Théâtre RFI[4].

## Œuvres
- L’ombre de mon propre vampire, éditions Ifrikiya, 2008[5]
- Les Génétiques, éditions Scènes d’Ébène, 2014
- Autopsie d’une poubelle, éditions Écritures théâtrales du Grand Sud Ouest, 2015
- Out, éditions Écritures théâtrales du Grand Sud Ouest, 2016
- Comme un goût de sang, éditions Passage(s), 2017
- Igonshua ou Jamais sans eux, éditions Lansman, 2019 (Prix des inédits d’Afrique et d’Outremer)
- Taxiwoman, éditions Lansman, 2020
- LeZ-Zanimal, édition à venir sous peu, 2022, avec la Comédie de Valence

## Liens
- Ressource relative à l'audiovisuel :   - Africultures
- Notices d'autorité :   - VIAF
  - ISNI
  - BnF (données)
  - IdRef
  - LCCN
  - WorldCat